# 24時間テレビ 愛は地球を救う19
24時間テレビ19「愛は地球を救う」は、日本テレビ系列にて1996年8月24日（土曜日）19:00 - 8月25日（日曜日）20:00まで生放送された19回目となる『24時間テレビ』である。

## 概要
この回は東ルート・西ルートのタスキを繋ぎスタートする予定だったが、一方のルートは時間がかかり、赤井のマラソンスタートの時間も予定よりずれ込んだ。その為にゴール時間が大幅に時間がかかった為、終了寸前に本来「サライ」を唄う時間に徳光が時間延長を決断し、この影響により「サライ」のネット局リレー中継は中止。後継の『超・天才たけしの元気が出るテレビ!!』も内容を変更した。ビデオリサーチでは番組終了時刻を8月25日20時15分として視聴率を集計している。
その後、東ルート・西ルートのタスキを繋いでのスタートは2015年（第38回）にもあり、このときはこの回の教訓を受けて、前もってスタート前に東ルート・西ルートのタスキを用意した。

## 出演者

### 総合司会
- 徳光和夫
- 永井美奈子（当時・日本テレビアナウンサー）

### チャリティーパーソナリティー
- 瀬戸朝香

### 番組パーソナリティー
- 間寛平
- 江角マキコ

### チャリティーマラソンランナー
- 赤井英和

## 企画
- いま伝えたいあなたへの手紙
司会：矢島学、魚住りえ
- 愛のメッセージソング
- つなげよう!24時間愛の握手リレー
- スポーツ超人選手権
司会：福澤朗
- ナインティナインの真夜中のニュース大賞
- 24時間家族へのメッセージ
- 日本列島ふるさとこの企画
- 8年前に失明した父親と家族が富士登山
出演：定岡正二
- 謎の海底遺跡大調査
出演：田中律子
- 笑点チャリティー大喜利
- 涙の盲導犬物語
出演：細川ふみえ
- グランドフィナーレ

## ニュース
- 土曜23:50 - NNNきょうの出来事&スポーツうるぐす
- 日曜06:45 - NNNニュースサンデー
- 日曜11:30 - NNNニュースダッシュ
- 日曜18:00 - NNNニュースプラス1・サンデー

## 関連番組
- TVおじゃマンボウ・24時間テレビスペシャル
1996年8月24日 土曜 16:30 - 18:00
- 泣いた!走った!感動24時間テレビの舞台裏
1996年8月31日 土曜 13:00 - 14:55

## スタッフ
- 構成：川上伸一、浜田悠 / 池田正喜、雫弘幸、伊東雅史、神山明久、岩瀬理恵子、原千鶴、吉田豪、斉藤由起子、山根真吾、そーたに、おちまさと、都築浩、高梨武志、吉原政幸、国安晶世、松崎亜弓、小原喜美子、多内道代、東條真弓、釜澤安季子、藤好耕、森和盛、池田裕幾、村上知行、玉井貴代志

日本武道館
- - テクニカルディレクター：古井戸博
  - TK：中村ひろ子、井崎綾子、阿部直子、野口かず実、矢島由紀子、大岡伸江、桜井英美子、北須賀恵美、津島道代
  - 美術：久保玲子、栗原純二、栗田寛、小林武司、田川省信
  - コーディネーター：内藤智子、光岡裕子、渡辺義人、小沼和幸、塚越幸子
  - ステージング：土居甫
  - オーディオ・コーディネーター：鳥飼弘昌
  - 編曲：しかたたかし、永作幸男、たかしまあきひこ
  - 演奏：ガッシュアウト、岡本章生とゲイスターズ、東京音楽事務所
  - コーラス：ミッキー、シンシア / ミュージッククリエイション、日本テレビタレントセンター生
  - 歌唱指導：橋本賀代子、山下泉
  - アシスタント：日本テレビイベントコンパニオン
  - FAX：小山正、及川千津、井原亮子、森下泰男
  - 家族からの手紙：松山和久、中西太、山上恵子、江尻直孝、長瀬久司、渡辺孝志
  - 愛の伝言リレー：長濱薫、蒲谷典久、小笠原豪
  - 握手：北條伸樹、福田浩一、木曽守
  - ミニ超人選手権：中野行男、神尾育代
  - マルチスイッチャー：福士睦、上田識喜、杉本憲隆
  - フロアディレクター：長谷川賢一、杉岡士朗、竹田次彦、氣賀澤宏隆、高橋康之、瓜生健、環真吾、高谷和男、浜崎英人、西崎修一、栗栖政文
  - ディレクター：吉岡正敏 / 中村英明、藤井淳、森實陽三、金田有浩、川口仁
  - プロデューサー：渡辺満子 / 村松宏、河野直樹、小俣匡彦、荻原伸之、松尾邦夫、天笠ひろ美、加藤晋也、兜森重行、中川幸美

Gスタジオ
- - テクニカルディレクター：安波次夫
  - 美術：小野寺一幸、柳谷雅美
  - TK：塚越倫子、岡田恵子
  - ディレクター：今井田彩、渡辺一裕、土屋裕義、朝野良一、大貫英俊、橋本元康
  - 演出：鈴江秀樹、伊藤慎一
  - プロデューサー：北村和也、相川弘隆
  - 総合演出：須沼望
  - チーフプロデューサー：桜田和之
  - 協力：NNN

お茶の水 JCB
- - テクニカルディレクター：蜂谷道雄
  - ディレクター：大畑仁
  - プロデューサー：中村元気、飯田達哉

日産スポーツプラザ
- - テクニカルディレクター：吉沢康雄
  - スイッチャー：福王寺貴之
  - 美術：小池寛、市村敬二、天野兼一郎
  - CG：江口義明、金沢章治、成田博志
  - TK：立石聖美
  - ディレクター：高橋知也、松本達夫、岩崎泰治、伊東修、下村忠文、木戸弘士、岡部智洋、長島武郎、糸井聖一、山崎大介、下田明宏、池上直樹、渡辺宏、小倉宣勇、中村一徳
  - 演出：山田克也
  - プロデューサー：小湊義房、田辺裕
  - チーフプロデューサー：井上泰昭
  - Dサブ技術：杉本裕治、川畑千歳
  - Dサブディレクター：宮本修二、山川洋平、橋本敦、村手武治、稲垣眞一、橋本泰光
  - 協力：「がんばれ！ニッポン！」キャンペーン委員会、日本デッドボール協会、新相撲連盟、日本アームレスリング連盟、ミズノ株式会社、服部セイコー

日産銀座ギャラリー
- - テクニカルディレクター：細川登喜二
  - ディレクター：網島弘子、八田元彦、福田俊哉

赤井マラソン
- - テクニカルディレクター：村上孝一
  - カメラ：赤池貞仁、保刈寛之
  - 音声：加賀金重郎
  - マイクロ：戸田聖一郎
  - 照明：関仁
  - 美術：小林俊輔
  - コーディネーター：坂本雄次
  - ディレクター：竹内尊実、千野克彦、小川明人、香川春太郎、高松大、根津伸裕稀
  - プロデューサー：大澤雅彦、川邊哲也

タスキリレー
- - 制作協力：札幌テレビ、青森放送、テレビ岩手、宮城テレビ、福島中央テレビ、山梨放送、静岡第一テレビ、中京テレビ、読売テレビ、西日本放送、広島テレビ、山口放送、福岡放送、くまもと県民テレビ、鹿児島読売テレビ
  - カメラ：山崎淳
  - 音声：上野保
  - ディレクター：木南伸晃、熊崎祐基、沼田明、石和富志男、安斉克広、松下浩二、杉山寿、中山康久、堀金正治
  - プロデューサー：高橋正弘、兜森重行、馬見崎健男
  - 協力：ランナーズ・ウェルネス、日産レンタカー

なんだろう号
- - テクニカルディレクター：藤沼秀一
  - ディレクター：栗原甚、上野真二、碓田千加志、明石成司、松島大悟
  - プロデューサー：千葉知紀

告知
- - ディレクター：毛利忍、栗原甚、佐竹賢一、黒瀬敦子、小俣猛
  - プロデューサー：佐藤裕昭

海底
- - テクニカルディレクター：佐藤幸一郎、水島光一、喜瀬真勝
  - ディレクター：毛利忍、満松隆一郎、小林克人、南澤昭一、高橋政光、木村千穂美
  - プロデューサー：加藤晋也、梅沢佳代
  - 協力：沖縄映像センター、沖縄映像企画、アアク・ファイブ・テレビ、ヘリエアー沖縄、北谷町漁業協同組合

盲導犬
- - テクニカルディレクター：小西昌司、藤根淳司（STV）
  - ディレクター：井上啓子、石川明敏
  - プロデューサー：宮木宣嗣、中川幸美

富士山
- - テクニカルディレクター：倉林隆文、八木孝之（SDT）、長沢茂（SDT）
  - TK：坂本幸子
  - ディレクター：有村伸一郎、吉川保志、高野正樹、井上啓子
  - プロデューサー：村上和彦、小俣匡彦、諸星正彦（SDT）

海外取材
- - ディレクター：赤間佳彦、福士睦、小澤太郎、杉村和彦、松坂一彦、山口晃弘
  - プロデューサー：竹田幸市、阿部滋子、荻原伸之
- 技術テクニカルプロデューサー：佐藤公則、田中元一
- 中継コーディネーター：村上孝一
- 音声コーディネーター：笹川秀男
- 照明コーディネーター：斉藤明夫
- 音楽効果：三神直、小川彦一 / 村上義行、大谷敏夫、島野高一、伊藤博、橋本いづみ、高取謙、恩田佳代子、見浪史郎、加藤久喜
- 美術：石川啓一郎
- 美術デスク：川野裕司
- 広報：向笠啓祐、立柗典子、高木雪 / 叉村統
- ボランティア担当：桜井博
- 編成進行：白子広三、斉藤嘉男
- CM進行：吉田和生
- 回線コーディネーター：西山三樹夫、木村俊一、秋元悠子
- 技術協力：NTV映像センター、日本テレビビデオ、コスモ・スペース、タムコ、共立、バンセイ、朝日航洋、田中電気、日本有線テレビ、ジャパンテレビ、明光セレクト、日放、さがみエンジニアリング、MIDGET、トムキャット、クリーンアップ、NK特機、テシコ
- 協力：日本通運株式会社
- 制作協力：日企、ハウフルス、ジッピー、オン・エアー、ユニオン映画、ザ・ワークス、日本テレビエンタープライズ、NCV、CR-NEXUS、スタッフ東京
- 特別協賛：日産自動車
- 「24時間テレビ」チャリティー委員会事務局：八村耕治 / 野口善平、伊藤喜三郎、広沢みどり、武野純介、中島尚子、須川海帆子、加藤由香

Kサブ放送本部
- - テクニカルディレクター：貫井克次郎、遠藤裕二
  - TK：居波初子、関仁美、石島加奈子、柏木梨佐、長坂真由美、山本美衣、清水雅子
  - 回線コーディネーター：城朋子、小澤龍太郎、小木祐介、西谷政仁、渡辺一裕、小林景一、高井健司、近藤英之、糸井峰郎、大西威、田中護
  - 回線：大武智治、河戸憲男
  - オーロラスイッチャー：泉範行、芦澤英祐
  - ディレクター：安藤正臣、赤間佳彦、三觜雅人 / 岡田泰三、菅沼直樹 / 今倉一正、福地聡
- 制作進行：東原祐子、山本文子、桂若穂 / 斉藤寿
- 制作本部：斉藤隆志、篠崎安雄、山根義紘 / 長富忠裕、吉岡正敏、棚次隆、森岡正彦、小杉善信、高田真治、柏木登、桜田和之 / 大鐘智、川口勲、初川則夫 / 政橋雅人
- アートディレクター：浅葉克己
- コピーライター：糸井重里
- エグゼクティブディレクター：神戸文彦
- 総合演出：渥美光三、土屋泰則、財津功 / 佐藤一
- プロデューサー：笹尾光
- チーフプロデューサー：室川治久
- 総指揮：萩原敏雄
- 製作著作：日本テレビ